# Dąbrówka-Sowice
Dąbrówka-Sowice – wieś w Polsce położona w województwie łódzkim, w powiecie zgierskim, w gminie Zgierz.
Miejscowość wchodzi w skład sołectwa Dąbrówka Strumiany.
W latach 1975–1998 Dąbrówka-Sowice administracyjnie należała do ówczesnego województwa łódzkiego.